# Emma Fastesson Lindgren
Emma Maria Louise Fastesson Lindgren, född 24 januari 1996 i Nacka församling, Stockholms län, är en svensk socialdemokratisk politiker från Malmö. 
Hon är (oktober 2024) pressekreterare hos Teresa Carvalho, socialdemokratisk riksdagsledamot och rättspolitisk talesperson. 
Hon kandiderade för Socialdemokraterna i Europaparlamentsvalet 2024 och hade plats 13 på Socialdemokraternas lista.

## Biografi

### Bakgrund
Emma Fastesson Lindgren är uppvuxen i Malmö och har kandidatexamen i BSc Business and Economics från Handelshögskolan i Stockholm där hon var engagerad i Socialdemokratiska ekonomklubben. Hon har också en examen i MA Public Diplomacy and Global Communication från University College London.

### Politisk karriär
Fastesson Lindgren var förbundsordförande för Socialdemokratiska studentförbundet (S-studenter) från den 4 december 2021 till 31 december 2023. Som förbundsordförande argumenterade hon främst för politiska föreningars tillgång till Sveriges lärosäten och uppmanade bland annat Chalmers att häva sitt förbudsbeslut. Emma Fastesson Lindgren efterträddes av Elfva Barrio från Lund.
Under 2024–2025 var Fastesson Lindgren verksam vid Tankesmedjan Tiden och ledde projektet Rättvis partifinansiering och samhällspåverkan som omfattade fyra rapporter: Den dolda partiskatten på folket, Det dolda politiska spelet, Skattebetalare finansierar Svenskt Näringslivs partiska opinionsbildning och (ej utgiven än).
Fastesson Lindgren  är aktiv aktieägare i skolkoncernen Academedia.

### Skateboardkarriär
Mellan 2014 och 2022 var satt hon i förbundsstyrelsen för Sveriges Skateboardförbund. Hon har vunnit SM i skateboard - street fyra gånger (2016, 2017, 2018, 2019) och representerat Sverige på världsmästerskapet i street i Rom 2020.